# ポール・マルティーニ
ポール・マルティーニ（Paul Martini、1960年11月2日 - ）は、カナダ出身の男性フィギュアスケート選手。1980年レークプラシッドオリンピック、1984年サラエボオリンピックペアカナダ代表。1984年世界フィギュアスケート選手権ペアチャンピオン。パートナーはバーバラ・アンダーヒル。

## 経歴
- バーバラ・アンダーヒルとペアを組み、1977-1978年シーズンの世界ジュニア選手権で優勝。翌1979年から1983年までカナダフィギュアスケート選手権5連覇を果たす。
- 1980年、初めてのオリンピックとなったレークプラシッドオリンピックでは、ショートプログラムとフリースケーティングでともに9位、総合でも9位に終わった。
- 1982-1983年シーズンのカナダ選手権で5度目の優勝を果たし、1983年世界選手権では銅メダルを獲得した。1983-1984年シーズン、2度目のオリンピック出場となったサラエボオリンピックでは、メダルの期待がかかったがショートプログラムから6位と出遅れ、フリースケーティングでも巻き返すことができず総合7位に終わった。しかし、オリンピック後に地元カナダのオタワで行われた1984年世界選手権では、サラエヴォの金メダリストエレーナ・ワロワ&オレグ・ワシリエフを破り初優勝を飾った。

## 主な戦績
| 大会/年       | 1977-78 | 1978-79 | 1979-80 | 1980-81 | 1981-82 | 1982-83 | 1983-84 |
| ------------- | ------- | ------- | ------- | ------- | ------- | ------- | ------- |
| オリンピック  |         |         | 9       |         |         |         | 7       |
| 世界選手権    |         | 11      | 11      | 7       | 4       | 3       | 1       |
| カナダ選手権  |         | 1       | 1       | 1       | 1       | 1       |         |
| 世界Jr.選手権 | 1       |         |         |         |         |         |         |